# Apostolska palača
Apostolska palača (latinsko Palatium Apostolicum; italijansko Palazzo Apostolico) je uradna rezidenca papeža, poglavarja katoliške cerkve, v Vatikanu. Znana je tudi kot Papeška palača in Vatikanska palača. Sam Vatikan stavbo označuje kot palačo Siksta V. v čast papeža Siksta V., ki je zgradil večino sedanje oblike palače.
Stavba vsebuje papeška stanovanja, različne pisarne Katoliške cerkve in Svetega sedeža, zasebne in javne kapele, Vatikanske muzeje in Vatikansko knjižnico, vključno s Sikstinsko kapelo,  Rafaelovimi stancami in Borgijskimi apartmaji. Sodobni turist si lahko ogleda te zadnje in druge dele palače, vendar so bili nekateri deli, na primer Sala Regia (kraljevska soba) in Cappella Paolina, že dolgo zaprti za turiste, čeprav je Sala Regia do leta 2019 dovoljevala občasni obisk. Scala Regia (kraljevo stopnišče) si lahko ogleda z enega konca in uporabi za vstop v Sala Regia. Cappella Paolina pa ostaja zaprta za turiste.

## Zgodovina
V petem stoletju je papež Simah v bližini stare bazilike sv. Petra zgradil papeško palačo, ki je služila kot alternativa rezidenci Lateranske palače. Gradnjo druge utrjene palače je sponzoriral papež Evgen III., v 12. stoletju pa jo je pod papežem Inocencem III. obsežno spremenil.
Po vrnitvi v Rim leta 1377 po vmesnem obdobju Avigonskega papeštva, v katerem je bil Rim podvržen državljanskim nemirom in opustitvi več krščanskih spomenikov, so se papeži odločili, da bodo najprej prebivali v baziliki Santa Maria in Trastevere, nato pa v baziliki Santa Maria Maggiore. Vatikanska palača je zaradi pomanjkanja vzdrževanja propadla, Lateranska palača pa je leta 1307 in 1361 doživela dva uničujoča požara, ki sta povzročila nepopravljivo škodo. Leta 1447 je papež Nikolaj V. porušil staro utrjeno palačo Evgena III., da bi postavil novo stavbo, sedanjo Apostolsko palačo.
V 15. stoletju je bila palača dana pod oblast prefekta. Ta položaj apostolskega prefekta je trajal od 15. do 19. stoletja, ko je papeška država zapadla v gospodarske težave. Leta 1884, ko je bilo to mesto revidirano zaradi prihranka denarja, je papež Leon XIII. ustanovil odbor za upravljanje palače.
Glavni dodatki in okras palače so delo naslednjih papežev zadnjih 150 let. Gradnja sedanje različice palače se je začela 30. aprila 1589 v času papeža Siksta V., njene različne notranje dele pa so dokončali kasnejši nasledniki, papež Urban VII., papež Inocenc XI. in papež Klemen VIII. V 20. stoletju je papež Pij XI. zgradil monumentalno umetniško galerijo in vhod v muzej.
Gradnja Papeške palače v Vatikanu je potekala predvsem med letoma 1471 in 1605. Zajema 162.000 kvadratnih metrov in vsebuje Papeževo stanovanje, urade  Rimskokatoliške cerkve in Sveti sedež, kapele, Vatikansko knjižnico, muzeje in umetniške galerije.

## Struktura palače
Apostolsko palačo vodi prefektura papeškega gospodinjstva. Palača je sestavljena iz  niza samostojnih stavb v dobro prepoznavni zunanji zgradbi, ki je razporejena okoli dvorišča Siksta V. (Cortile di Sisto V.). Stoji severovzhodno od bazilike svetega Petra in meji na bastijon Nikolaja V. in palačo Gregorja XIII.
V Apostolski palači so stanovanjski in podporni uradi različnih funkcij ter upravni uradi, ki niso osredotočeni na življenje in funkcije samega papeža.

### Sikstinska kapela
Morda najbolj znana palača je Sikstinska kapela, imenovana v čast Siksta IV. (Francesco della Rovere). Znana je po svojem okrasju, ki so ga freskirali renesančni umetniki, med njimi Michelangelo, Sandro Botticelli, Pietro Perugino, Pinturicchio, Domenico Ghirlandaio in drugi.
Ena glavnih nalog kapele je prizorišče volitev vsakega naslednjega papeža v konklavu kardinalskega zbora. Na teh volitvah pri zaprtih vratih kardinali izberejo naslednika tradicionalno prvega papeža, svetega Petra, ki je tradicionalno pokopan v kripti bližnje cerkve sv. Petra.

### Rafaelove stance
Ta niz sob slovi po freskah velike ekipe umetnikov, ki so delali pod Rafaelom. Prvotno so bile namenjene kot apartmaji za papeža Julija II., ki je  Rafaelu, takrat relativno mlademu umetniku iz Urbina in njegovemu ateljeju  leta 1508 ali 1509 naročil, da v celoti preuredijo obstoječo notranjost sob. Morda je bil Julijev namen zasenčiti stanovanja svojega predhodnika (in tekmeca) papeža Aleksandra VI., saj so Stanze neposredno nad Aleksandrovimi Borgijskimi apartmaji. So v tretjem nadstropju in gledajo na južno stran dvorišča Belvedere.
Ležijo od vzhoda proti zahodu, kot bi obiskovalec vstopil v stanovanje, vendar v obratnem zaporedju, v katerem so bile Stanze poslikane, in je tudi pot sodobnega obiskovalca, sobe pa so: Sala di Constantino (Konstantinova soba), Stanza di Eliodoro (Heliodorjeva soba), Stanza della Segnatura (najstarejša in najbolj občudovana - Soba podpisa) in Stanza dell'Incendio del Borgo (Soba Požar v Borgo).
Po Julijevi smrti leta 1513 je papež Leon X. nadaljeval program s freskiranjem dveh sob. Po Rafaelovi smrti leta 1520 so njegovi pomočniki Gianfrancesco Penni, Giulio Romano in Raffaellino del Colle projekt zaključili s freskami v Sala di Costantino.

### Borgijski apartmaji
Borgijski apartmaji so zbirka sob v palači, ki jih je za osebno uporabo prilagodil papež Aleksander VI. (Rodrígo de Borgia). Italijanskemu slikarju Pinturicchio je naročil, da stanovanje bogato okrasi s freskami.
Slike in freske, ki so bile narejene med letoma 1492 in 1494, so temeljile na kompleksnem ikonografskem programu, ki je uporabil teme iz srednjeveških enciklopedij, dodal eshatološko plast pomena in proslavil domnevno božanski izvor Borgijcev.
Sobe se različno del Vatikanske knjižnice in Vatikanskih muzejev. Nekatere sobe se zdaj uporabljajo za Vatikansko zbirko sodobne verske umetnosti, ki jo je leta 1973 odprl papež Pavel VI.

### Klemenova dvorana
Klemenova dvorano (ala Clementina) je v 16. stoletju ustanovil papež Klemen VIII. v čast papeža Klemena I., tretjega papeža. Tako kot druge kapele in stanovanja v palači je dvorana znana po veliki zbirki fresk in druge umetnosti.

## Drugo
Izraz Apostolska palača je bil uporabljen v drugih kontekstih, ki niso neposredno povezani z dejansko palačo Siksta V.
Uporabljali so ga na primer kot metonim za samo papeštvo, na enak način kot izraz Bela hiša za splošno opisovanje ameriške predsedniške uprave in ne za samo fizično zgradbo.
Izraz je bil omenjen tudi v videoigri Civilization IV: Beyond the Sword, kjer je lahko igralec vzpostavil apostolsko palačo kot simbolni "dom" državne religije civilizacije. Medtem ko so razvijalci igre predstavljali funkcijo Apostolske palače s podobo Trga svetega Petra (v bližini Apostolske palače), podoba nekoliko ironično dejansko ne vključuje pogleda na samo palačo. Ne glede na to funkcija Apostolske palače v igri ni specifična za vero in uporaba izraza je reprezentativna za versko upravo na splošno in ne za poseben sklic na Vatikan.

## Galerija
- Apostolska palača
- Apostolska palača s trga sv. Petra
- Scala Regia, Gian Lorenzo Bernini
- Tloris apostolske palače (1893–1901)